# Lucien Léhié Bi
Lucien Léhié Bi, né le 15 mars 1966 à Tibéita en Côte d'Ivoire et mort le 17 novembre 2021, est un médecin-chirurgien et homme politique ivoirien. Il est notamment maire de la commune de Bouaflé de 2013 à 2021 et membre actif du PDCI-RDA.

## Biographie
Né à Tibéita, Lucien Léhié Bi fait ses études de médecine à l’université de Cocody, où il obtient le diplôme de docteur en médecine, avant de se spécialiser en chirurgie.
Il commence sa carrière comme directeur départemental de la santé dans plusieurs localités, notamment à Didiévi, Yamoussoukro et Zuénoula, où il travaille à améliorer l’accès et la qualité des soins.

## Carrière politique
En 2013, il est élu maire de Bouaflé. Durant son mandat, il s’investit dans le développement de la commune, notamment par des projets en matière d’infrastructures, de santé et d’éducation. Sous sa direction, Bouaflé est reconnue comme la deuxième commune la plus propre de Côte d’Ivoire.
Il publie un ouvrage intitulé Expériences pratiques et partage d’un maire, qui regroupe ses discours, ses réflexions sur le dialogue politique, la tolérance, le développement local et la cohésion sociale.

## Vie personnelle
Lucien Léhié Bi est marié et père de plusieurs enfants. Il est décrit comme un homme chaleureux, dévoué et proche de sa communauté.[réf. nécessaire]

## Distinctions
- Prix de la Deuxième Commune la Plus Propre de Côte d'Ivoire : attribué à la ville de Bouaflé pendant son mandat[2].
- Commandeur dans l’Ordre du Bélier (à titre posthume) : par le PDCI-RDA[3].
- Prix Panafricain ICS du Meilleur Maire des Villes de l'Intérieur de Côte d'Ivoire[3].
- Prix du Meilleur Acteur des Services Municipaux (2020) : lors du Prix Africain de Développement[3].

## Décès
Lucien Léhié Bi meurt le 17 novembre 2021 dans un accident de la route en se rendant à Yamoussoukro. Il est inhumé le 12 février 2022 à Tibéita, son village natal.

## Héritage
Sa disparition suscite une vive émotion à Bouaflé et dans la région de la Marahoué. Son mandat est salué pour son impact durable sur le développement local, la propreté urbaine et l’organisation municipale.

## Publications
- Expériences pratiques et partage d’un maire, Éditions L’Harmattan, 2021.